# Zimbabwe na letnich igrzyskach olimpijskich
Reprezentanci niepodległego Zimbabwe występują na igrzyskach olimpijskich od 1980 roku, kiedy to zadebiutowali podczas zawodów w Moskwie (wcześniej, w latach 1928 i 1960-1964 Zimbabwe startowało jako Rodezja Południowa). W Moskwie wystartowało 46 zawodników, w tym jedna drużyna uczestnicząca w turnieju hokeja na trawie kobiet. Zawodniczki te zdobyły złoty medal. Do 2004 roku był to jedyny medal zawodników z tego kraju. Najwięcej medali z zawodników Zimbabwe na swoim koncie ma pływaczka Kirsty Coventry, która zdobyła trzy medale podczas igrzysk w Atenach. Każdy innego koloru.
Komitet Olimpijski Zimbabwe został założony w 1934 roku, a do MKOl przystąpił w 1980 roku.

## Klasyfikacja medalowa
| Miejsce             |   |   |   | Razem |
| ------------------- | - | - | - | ----- |
| 1980 Moskwa         | 1 | 0 | 0 | 1     |
| 1984 Los Angeles    | 0 | 0 | 0 | 0     |
| 1988 Seul           | 0 | 0 | 0 | 0     |
| 1992 Barcelona      | 0 | 0 | 0 | 0     |
| 1996 Atlanta        | 0 | 0 | 0 | 0     |
| 2000 Sydney         | 0 | 0 | 0 | 0     |
| 2004 Ateny          | 1 | 1 | 1 | 3     |
| 2008 Pekin          | 1 | 3 | 0 | 4     |
| 2012 Londyn         | 0 | 0 | 0 | 0     |
| 2016 Rio de Janeiro | 0 | 0 | 0 | 0     |
| 2020 Tokio          | 0 | 0 | 0 | 0     |

## Medaliści letnich igrzysk olimpijskich z Zimbabwe

### Złote medale
- Moskwa 1980
Hokej na trawie kobiet, Reprezentacja Zimbabwe w hokeju na trawie kobiet w składzie: Arlene Boxhall, Elizabeth Chase, Sandy Chick, Gillian Cowley, Patricia Davies, Sarah English, Maureen George, Ann Grant, Susan Huggett, Patricia McKillop, Brenda Phillips, Christine Prinsloo, Sonia Robertson, Anthea Stewart, Helen Volk, Linda Watson
- Ateny 2004
Pływanie 200 m stylem grzbietowym kobiet, Kirsty Coventry
- Pekin 2008
Pływanie 200 m stylem grzbietowym kobiet, Kirsty Coventry

### Srebrne medale
- Ateny 2004
Pływanie 100 m stylem grzbietowym kobiet, Kirsty Coventry
- Pekin 2008
Pływanie 100 m stylem grzbietowym kobiet, Kirsty Coventry
Pływanie 200 m stylem zmiennym kobiet, Kirsty Coventry
Pływanie 400 m stylem zmiennym kobiet, Kirsty Coventry

### Brązowe medale
- Ateny 2004
Pływanie 200 m stylem zmiennym kobiet, Kirsty Coventry